# Sursaturation

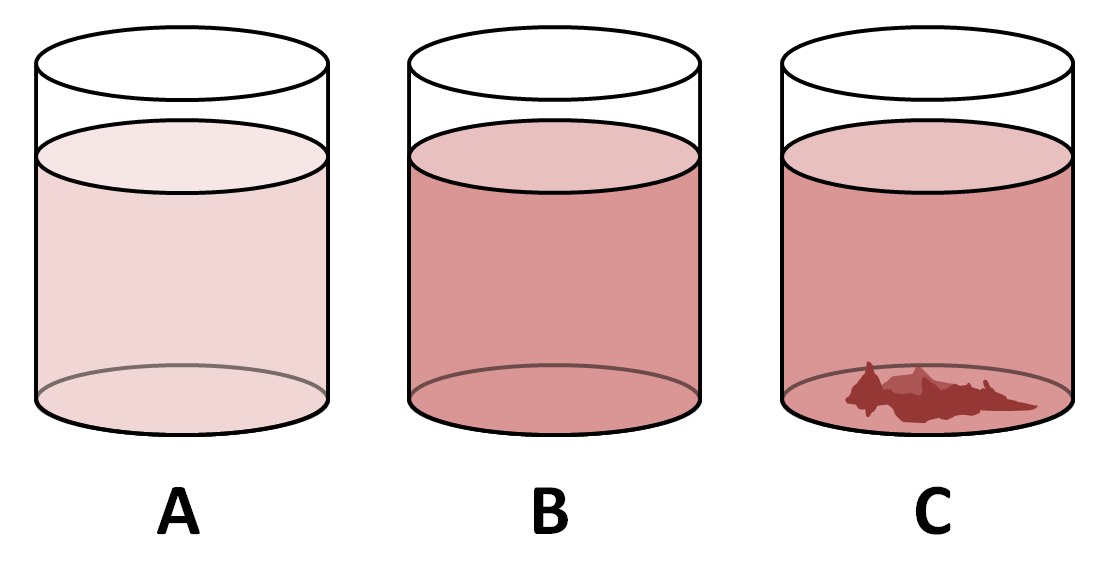
A : soluté entièrement dissous
B : solution saturée
C : solution sursaturée

La sursaturation est la condition chimique où une solution contient plus de soluté qu'elle ne peut en dissoudre normalement. Elle réfère également à la condition physique où la pression partielle d'un gaz dans un mélange gazeux dépasse la pression de vapeur saturante, en particulier dans l'air. 
En général la solubilité augmente avec la température et pour produire ces solutions, c'est un changement de la température d'une solution saturée qui causera la sursaturation. C'est un état métastable et le soluté en sursaturation précipite à la moindre perturbation donnant des cristaux dans un liquide ou des gouttelettes dans un gaz. La solution dont le soluté en surplus a précipité est une solution saturée.

## Chimie
Pour obtenir une solution sursaturée, il faut chauffer le solvant, y dissoudre le maximum de soluté et laisser la solution refroidir le plus lentement possible. L'ajout d'un germe de cristal de soluté à une solution sursaturée entraîne la croissance de celui-ci et cela peut être une voie d'obtention de cristaux de bonne qualité.

## Météorologie
Lorsqu'un échantillon d'air contenant une pression partielle de vapeur d'eau à saturation est refroidi, il entre en sursaturation par rapport au rapport de mélange de saturation par rapport à l'eau à la même température et la même pression. S'il existe des noyaux de condensation, l'excès de vapeur s'y déposera et formera des gouttelettes de nuages. S'il n'y en a pas, il faudra un contact avec un objet pour avoir déposition, c'est le cas de la rosée. 
Lorsque la température de l'air est sous le point de congélation, en plus de la saturation par rapport à l'eau, il existe la saturation par rapport à la glace. Celle-ci est plus faible que la première et la sursaturation par rapport à la glace est atteinte plus rapidement que celle par rapport à l'eau. Cela implique que s'il y a des noyaux glacigènes, il y aura formation de cristaux de glace avant ceux de gouttelettes de nuages à ces températures. S'il n'y en a pas, la vapeur excédentaire pourra se déposer sur des objets et former de la gelée blanche.